# توم هاليداي
توم هاليداي (بالإنجليزية: Tom Halliday)‏ (11 سبتمبر 1909 في المملكة المتحدة - 1975) هو لاعب كرة قدم بريطاني (وحمل سابقاً جنسية المملكة المتحدة لبريطانيا العظمى وأيرلندا) في مركز الدفاع. لعب مع نادي إكزتر سيتي ونادي سندرلاند ونورويتش سيتي وEsh Winning F.C. ‏ ودارلينجتون إف سى.